# Lonny Ross
Lonny Ross é um ator e escritor de comédia. 

## Juventude
Ross nasceu em Wantagh, Nova York. Ele frequentou e se formou na Wantagh High School em 1996.

## Carreira como ator
Ele também apareceu nos filmes Good Luck Chuck , The Rocker e College Road Trip.

## Filmografia

### Filmes
| Ano  | Título                      | Personagem    | Notas |
| ---- | --------------------------- | ------------- | ----- |
| 2007 | Watching the Detectives     |               |       |
| 2007 | Good Luck Chuck             | Joe           |       |
| 2008 | College Road Trip           | Student Guide |       |
| 2008 | The Rocker                  | Sticks        |       |
| 2009 | Labor Pains                 | Phillip       |       |
| 2018 | A Futile and Stupid Gesture | Ivan Reitman  |       |

### Televisão
| Ano       | Título                              | Personagem              | Notas         |
| --------- | ----------------------------------- | ----------------------- | ------------- |
| 1999      | Upright Citizens Brigade            |                         | 2 episódios   |
| 2004      | Late Night with Conan O'Brien       | Greg                    | 1 episódio    |
| 2006      | The Tribe                           | Tolin                   |               |
| 2006–2009 | 30 Rock                             | Josh Girard             | 37 episódios  |
| 2007      | Late Night With Conan O'Brien       | Ele mesmo               | 1 episódio    |
| 2007      | The Jeannie Tate Show               | Ele mesmo               | 1 episódio    |
| 2008      | Last Call with Carson Daly          | Ele mesmo               | 1 episódio    |
| 2008      | Last Comic Standing                 | Lonny Ross/Talent Scout | 1 episódio    |
| 2008      | I Love the New Millennium           | Ele mesmo               | 2 episódios   |
| 2011      | Angry Old Man & Gay Teenage Runaway | Randy t'Kettle          | 7 episódios   |
| 2012–2013 | Level Up                            | Max Ross                | 22 episódios  |
| 2013      | Arrested Development                | Jonah Feinberg          | 2 episódios   |
| 2015      | Adam Ruins Everything               |                         | 1 episódio    |
| 2016      | Bernie's Wonder Years               | Paul Pfeiffer           | Filme para TV |
| 2017      | Dracula Goes to Camp                |                         | Filme para TV |
| 2018      | Little Big Awesome                  | Voz                     | 9 episódios   |

### Video game
| Ano  | Título                        | Personagem           | Notas        |
| ---- | ----------------------------- | -------------------- | ------------ |
| 2004 | Grand Theft Auto: San Andreas | Radio Station Caller | Sem créditos |